# Claterna cydonia
Claterna cydonia är en fjärilsart som beskrevs av Pieter Cramer 1775. Claterna cydonia ingår i släktet Claterna och familjen nattflyn. Inga underarter finns listade i Catalogue of Life.